# بخش پوسیتو
بخش پوسیتو (به اسپانیایی: Departamento Pocito) یک منطقهٔ مسکونی در آرژانتین است که در استان سان خوآن، آرژانتین واقع شده‌است. بخش پوسیتو ۵۱۵ کیلومتر مربع مساحت و ۴۰٬۹۶۹ نفر جمعیت دارد.